# Cat Power
Шарлін Мері «Шон» Маршалл (англ. Charlyn Marie "Chan" Marshall; *21 січня 1972), більш відома як Cat Power, — американська співачка, авторка пісень, композиторка, музикантка, акторка, кінорежисерка та модель. Спочатку назву Cat Power носив гурт, до складу якого входила Маршалл, однак згодом став творчим псевдонімом самої співачки.
У 1994 році, коли Шон Маршалл виступала на розігріві у Ліз Фейр, її творчість оцінили Стів Шеллі (Sonic Youth) та Тім Фольян (Two Dollar Guitar), з якими вона записала перші два студійні альбоми — Dear Sir (1995) та Myra Lee (1996). У 1996 році Маршалл підписала контракт з компанією Matador Records та видала свій третій студійний альбом за участі Шеллі та Фольяна — What Would the Community Think. У 1998 році виходить найкращий на думку критиків альбом Cat Power — Moon Pix, записаний за участі гурту Dirty Three, у 2000 — The Covers Record, збірка кавер-версій відомих пісень. Після невеликої творчої перерви Маршалл разом з Дейвом Гролом та Едді Веддером записує комерційно успішний You Are Free (2003), згодом виходить The Greatest (2006), у якому відчувається вплив музики у стилі соул. У 2008 році виходить друга збірка каверів — Jukebox. У 2012 році Шон Маршалл видала альбом Sun, який є найбільш продаваним альбомом співачки на даний час (10 сходинка чарту Billboard 200).
На ранніх етапах творчості музика Cat Power поєднувала у собі елементи панку, фольку та блюзу, однак пізніше співачка перейшла до таких напрямів, як соул та електроніка.

## Дискографія
- Dear Sir (1995)
- Myra Lee (1996)
- What Would the Community Think (1996)
- Moon Pix (1998)
- The Covers Record (2000)
- You Are Free (2003)
- The Greatest (2006)
- Jukebox (2008)
- Sun (2012)
- Wanderer (2018)
- Covers (2022)

## Зов. посилання
- Офіційний сайт [Архівовано 13 травня 2012 у Wayback Machine.]
- Cat Power на сайті IMDb (англ.)
- Фан-сайт співачки [Архівовано 28 червня 2015 у Wayback Machine.]

1. 1 2  Deutsche Nationalbibliothek Record #1026313155 // Gemeinsame Normdatei — 2012—2016.
2. ↑  SNAC — 2010.
3. 1 2  Discogs — 2000.